# 阎武宏
阎武宏（1925年1月24日—2005年10月19日），山西省定襄县阎家庄村人，中華人民共和國政治人物。

## 生平

### 民国时期
1935年考入五台县东冶沱阳高级小学读书。抗日战争爆发后，他组建儿童团，积极参加革命活动。1938年参加山西省牺牲救国同盟会。1939年初入抗日军政大学二分校学习。1939年6月加入中国共产党。同年9月，受党派遣，回到家乡定襄县开展革命斗争，先后任四区、三区青年抗日先锋队队长、青年抗日救国会主任、抗曰救国联合会主任。他积极组织开展抗日宣传，发动群众，训练干部，建立抗日武装，巩固抗日政权。1944年10月到1949年2月，他先后任中共定襄县四区区委书记，中共忻定县三区、二区区委书记，忻县土改工作组组长，中共冀晋二地委青年工作委员会组织部部长。1949年2月，任中共定襄县委组织部部长。

### 共和国时期
中华人民共和国成立初期，阎武宏任中共定襄县委书记。1954年6月，他被选调到工业战线工作，先后任轩岗煤矿党委书记、阳泉矿务局党委书记、大同矿务局常务书记。文化大革命中，遭受了残酷的迫害，后下放到“五七”干校劳动改造。1969年，任大同矿务局机修厂党委副书记、大同矿务局党委副书记、大同矿务局局长。
1975年8月到1988年1月，阎武宏先后任山西省电管局局长、党委书记，山西省经济委员会副主任，山西省副省长、常务副省长。1988年1月，当选为山西省第七届人大常委会副主任、第七届全国人大代表。1993年被聘为山西省政府顾问。1995年12月离休。2005年10月19日，在太原市去世，享年81岁。